# Michael Ohanu
Michael Ohanu, né le 1er juin 1998 à Kano (Nigeria), est un footballeur nigérian qui a joué pour la dernier fois pour le club syrien Al Shorta. Il joue comme avant-centre.

## Carrière
Ohanu commence sa carrière de jeune avec Enugu Rangers avant de rejoindre Ifeanyiubah en 2013 où il impressionne en marquant huit buts lors du début de la saison.
Il rejoint ensuite Kwara United, club de deuxième division et les aide à progresser, avant de jouer pour plusieurs équipes en prêt.
En 2021, il signe chez Al Shorta, club de la ville de Damas.